# El Sauzal (Jujuy)
El Sauzal es un barrio de la localidad de La Mendieta, ubicado en el Departamento San Pedro de la Provincia de Jujuy. Presenta el aspecto de una isla rodeada por cañaverales, 1 km al norte de La Mendieta (de cuya comuna depende administrativamente), sobre la Ruta Provincial 56, y a 500 metros del río Grande de Jujuy.
Durante la festividad de San José se realiza una fiesta con alta concurrencia.
La provisión de agua potable se presenta como problemática desde que es abastecida por un acueducto que sale desde Palpalá.